# Alouette à long bec
Certhilauda curvirostris
Espèce
Statut de conservation UICN

 LC  : Préoccupation mineure
L'Alouette à long bec (Certhilauda curvirostris) est une espèce de passereaux de la famille des Alaudidae.

## Répartition et sous-espèces
Selon la classification de référence du Congrès ornithologique international (15.1, 2025) elle se répartit en deux sous-espèces :
- C. c. falcirostris Reichenow, 1916 — Sud-Ouest de la Namibie et Ouest de l'Afrique du Sud ;
- C. c. curvirostris (Hermann, 1783) — Sud-Ouest de l'Afrique du Sud ;

## Systématique
Le nom valide complet (avec auteur) de ce taxon est Certhilauda curvirostris (Hermann, 1783).
L'espèce a été initialement classée dans le genre Alauda sous le protonyme Alauda curvirostris Hermann, 1783.
Certhilauda curvirostris a pour synonyme :
- Alauda curvirostris Hermann, 1783